# Бомон (Коррез)
Бомо́н (фр. Beaumont, окс. Beu Mont) — коммуна во Франции, находится в регионе Лимузен. Департамент — Коррез. Входит в состав кантона Сейяк. Округ коммуны — Тюль.
Код INSEE коммуны — 19020.
Коммуна расположена приблизительно в 390 км к югу от Парижа, в 65 км юго-восточнее Лиможа, в 18 км к северу от Тюля.

## Население
Население коммуны на 2008 год составляло 117 человек.
| 1962 | 1968 | 1975 | 1982 | 1990 | 1999 | 2008 |
| ---- | ---- | ---- | ---- | ---- | ---- | ---- |
| 256  | 208  | 180  | 160  | 134  | 128  | 117  |

## Экономика

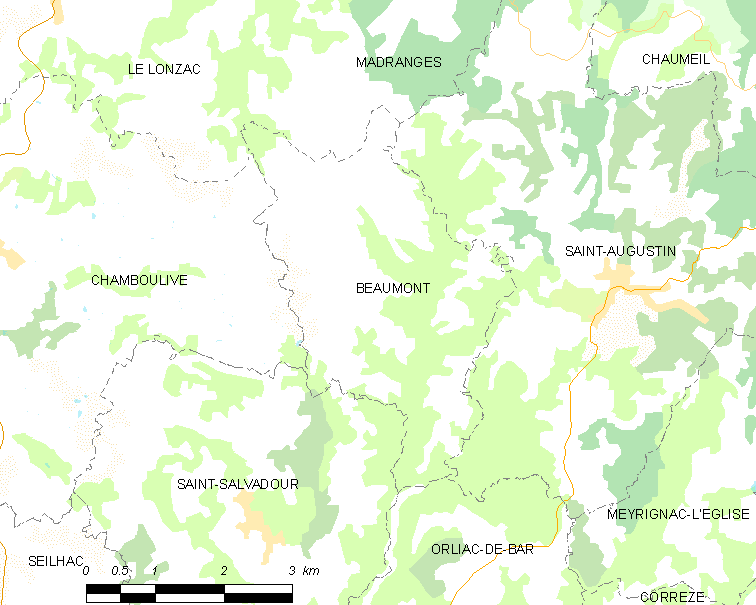
Карта коммуны

В 2007 году среди 60 человек в трудоспособном возрасте (15-64 лет) 37 были экономически активными, 23 — неактивными (показатель активности — 61,7 %, в 1999 году было 74,1 %). Из 37 активных работали 33 человека (14 мужчин и 19 женщин), безработных было 4 (2 мужчин и 2 женщины). Среди 23 неактивных 3 человека были учениками или студентами, 18 — пенсионерами, 2 были неактивными по другим причинам.

## Достопримечательности
- Крест на центральной площади (XVI век). Памятник истории с 1927 года[3]